# أزمة المهاجرين إلى أوروبا

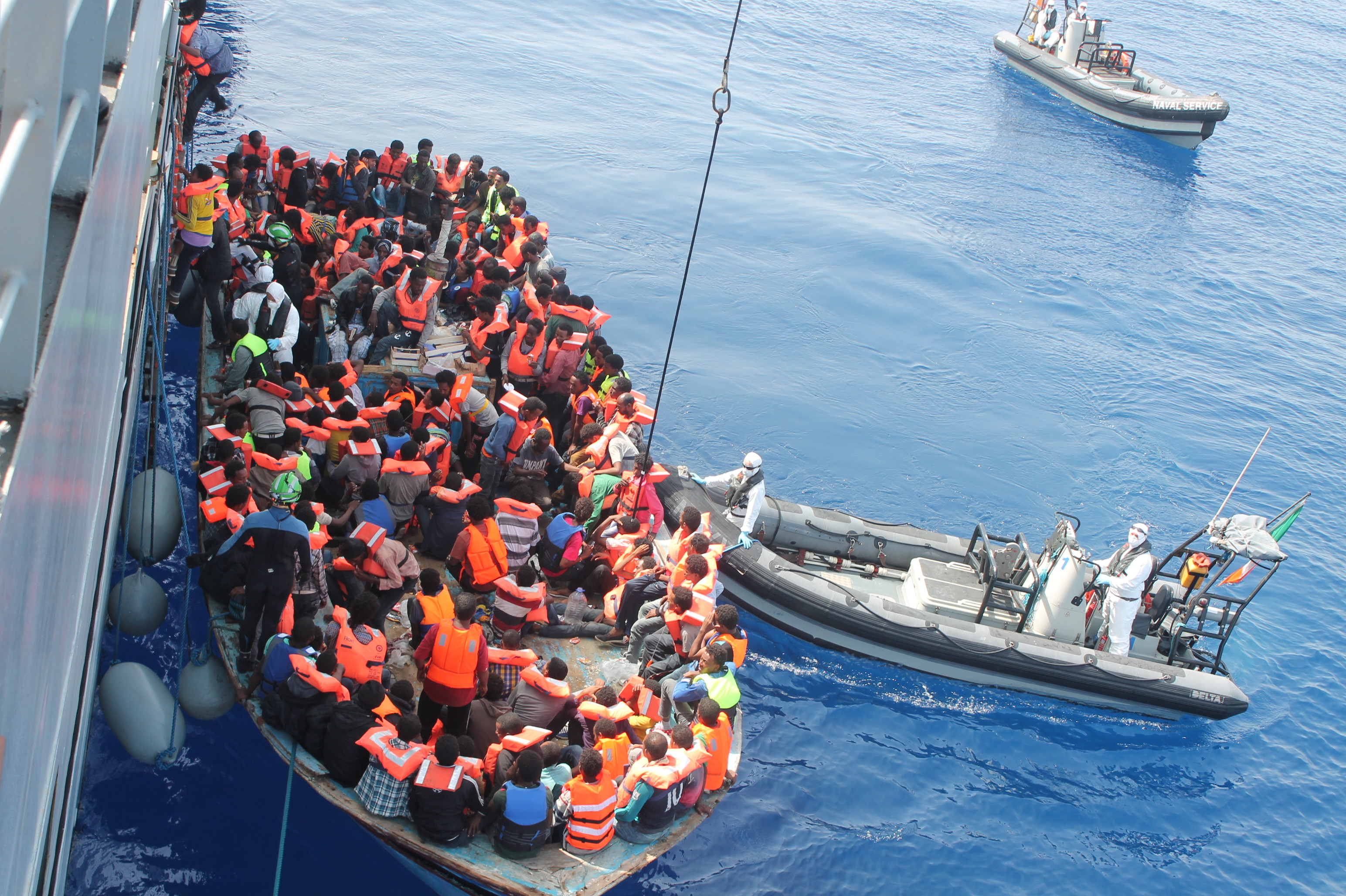
أفراد من البحرية الأيرلندية ينقذون مهاجرين من زورق مكتظ ضمن عملية تريتون في يونيو 2015.

وصول لاجئين سوريين وعراقيين من تركيا إلى سكالا سيكامياس، جزيرة لسبوس، اليونان.

أزمة المهاجرين إلى أوروبا المعروفة أيضًا بأزمة اللاجئين، هي فترة بدأت في عام 2015 وتميزت بوصول عدد كبير من الأشخاص إلى الاتحاد الأوروبي عبر البحر الأبيض المتوسط، أو برًا عبر جنوب شرق أوروبا في أعقاب أزمة اللجوء في تركيا. كان ذلك جزءًا من نمط الهجرة المتزايد إلى أوروبا من القارات الأخرى والذي بدأ في منتصف القرن العشرين، وواجه مقاومة في العديد من الدول الأوروبية. في شهر مارس عام 2019، صرحت المفوضية الأوروبية بأن أزمة اللاجئين قد انتهت.
يشمل المهاجرون من خارج أوروبا طالبي اللجوء والمهاجرين الاقتصاديين. يُستخدم مصطلح «مهاجر» من قبل المفوضية الأوروبية لوصف شخص من بلد خارج الاتحاد الأوروبي يثبت إقامته في إقليم داخل أحد دول الاتحاد الأوروبي لمدة زمنية تصل أو من المتوقع أن تصل إلى اثني عشر شهرًا. يأتي معظم المهاجرون من مناطق جنوب وشمال أوروبا، بما فيها الشرق الأوسط الأعلى أو أفريقيا.

## الأسباب والتحديات
أشارت بعض الأبحاث إلى أن معدل النمو السكاني في أفريقيا والشرق الأوسط كان أحد أسباب الأزمة، وأشارت أيضًا إلى أن الاحتباس الحراري يمكن أن يزيد ضغوط الهجرة في المستقبل. في حالات نادرة، كانت الهجرة غطاءً لميليشيا الدولة الإسلامية في العراق وبلاد الشام متنكرين على أنهم لاجئين أو مهاجرين. من ناحية الانتماء الديني، فإن غالبية الداخلين كانوا مسلمين (مسلمون سنة غالبًا)، إضافةً إلى جزء صغير من الأقليات غير المسلمة (من ضمنها الأيزيديين والآشوريين والمندانيين).
وفقًا للمفوض السامي للأمم المتحدة لشؤون اللاجئين، فإن أعلى ثلاث جنسيات للداخلين والتي تعدّت المليون شخص وافدين عبر البحر الأبيض المتوسط بين يناير 2015 ومارس 2016 كانت سوريين (47.7%)، وأفغان (20.9%) وعراقيين (9.4%).
كان 58% من المهاجرين الوافدين عبر البحر في عام 2015 ذكور فوق سن الثامنة عشر (77% بالغين)، 17% نساء فوق سن الثامنة عشر (22% بالغين) والـ 25 بالمئة الباقية تحت سن الثامنة عشر. ارتفع عدد الوفيات في البحر إلى أرقام قياسية في شهر آذار عام 2015، عندما غرق خمسة قوارب في البحر الأبيض المتوسط، إذ وصل عدد الوفيات مجتمعين إلى أكثر من 1200 شخص. حدث غرق السفينة في سياق النزاعات المستمرة وأزمات اللاجئين في عدة بلدان آسيوية وأفريقية ما زاد في العدد الكلي للنازحين قسرًا حول العالم في نهاية عام 2014 تقريبًا إلى 60 مليون، وهو أعلى مستوى منذ الحرب العالمية الثانية. انخفض عدد الأشخاص العابرين لحدود الاتحاد الأوروبي بشكل غير قانوني من 1.8 مليون في 2015 إلى 204.219 في عام 2017.

## المصطلح
تستخدم المنظمات الإخبارية والمصادر الأكاديمية كل من مصطلحي أزمة المهاجرين وأزمة اللاجئين للإشارة إلى أحداث عام 2015، وتستخدمهما بعض الأحيان بشكل متبادل. جادل البعض بأن كلمة مهاجر تعد تحقيرًا أو أنها كلمة غير دقيقة في سياق توصيف الأشخاص الذين يهربون من الحرب والاضطهاد، لأنها توحي أن معظمهم يهاجرون طواعية بدلًا من كونهم مجبرين على ترك منازلهم. جادلت كل من إذاعة بي بي سي وصحيفة واشنطن بوست ضد وصمة العار التي تعطيها الكلمة، معتبرة أنها تشير ببساطة إلى أي شخص ينتقل من بلد إلى آخر. قالت صحيفة الغارديان إنها لن تنصح بعدم الاستخدام الصريح لكلمات «لاجئين»، أو «نازحين» أو «طالبي لجوء»... فهي مصطلحات أكثر استخدامًا ودقةً من التسمية العامة «مهاجرين»، ويجب علينا استخدامها حيثما يمكننا ذلك. من ناحية أخرى، تجنبت الجزيرة بشكل صريح مصطلح مهاجر، وجادلت بأنه غير دقيق وخاطرت «بإعطاء حجم لأولئك الذين يريدون الاعتراف بالمهاجرين الاقتصاديين فقط».

## خلفية
أبرز الأسباب التي تعود إليها موجة اللاجئين الداخلة إلى أوروبا في عام 2015 هي الحرب المتعددة المترابطة في الشرق الأوسط، أبرزها الحرب الأهلية الليبية، والحرب الأهلية السورية والحرب بين عامي 2014-2017 في العراق.

### الحرب الأهلية السورية
بدأت الحرب الاهلية السورية ردًا على احتجاجات الربيع العربي في مارس عام 2011، والتي سرعان ما تصاعدت لتصبح انتفاضة أهلية. بحلول شهر مايو عام 2011، فر آلاف الأشخاص من البلاد وافتتحت مخيمات اللاجئين الأولى في تركيا. عينت المفوضية السامية للأمم المتحدة لشؤون اللاجئين منسقًا إقليميًا لشؤون اللاجئين السوريين في مارس عام 2012، إدراكًا منها للمخاوف المتزايدة المحيطة بالأزمة. عندما انحدر الصراع إلى حرب أهلية كاملة، مولت قوى خارجية أبرزها إيران وتركيا والولايات المتحدة وروسيا أطراف النزاع المختلفة وسلحتها، وتدخلت بشكل مباشر في بعض الأحيان. بحلول شهر مارس 2013، بلغ عدد اللاجئين السوريين مليون لاجئ، الأغلبية العظمى منهم نزحت محليًا داخل سوريا أو فرت إلى تركيا أو لبنان؛ لجأت أعداد أقل منهم إلى العراق ومصر.

### الحرب في أفغانستان
يشكل اللاجئون الأفغان ثاني أكبر عدد للاجئين في العالم. وفقًا للمفوضية السامية للأمم المتحدة لشؤون اللاجئين، يوجد تقريبًا 2.5 مليون لاجئ مسجل من أفغانستان. معظم هؤلاء اللاجئين فروا من المنطقة بسبب الحرب والاضطهاد. استقر الأغلبية في باكستان وإيران، رغم أنه أصبح من الشائع بشكل متزايد الهجرة إلى الغرب باتجاه الاتحاد الأوروبي. عانت أفغانستان من النزاعات على مدى 40 عامًا، يعود تاريخها إلى الغزو السوفييتي في عام 1979. واجهت الدولة منذ ذلك الحين مستويات متقلبة من الحرب الأهلية وسط اضطرابات لا تنتهي. تعزى الزيادة الكبيرة في أعداد اللاجئين بشكل أساسي إلى وجود طالبان داخل أفغانستان. أدى انسحابهم في عام 2001 إلى عودة نحو 6 ملايين لاجئ أفغاني إلى وطنهم. من ناحية ثانية، بعد تمرد طالبان ضد القوات التابعة لحلف الناتو وما تلاه من سقوط كابول، فر نحو 2.5 مليون لاجئ من أفغانستان.

### نزاعات أخرى
نتج عن تمرد بوكو حرام في نيجيريا عدد كبير من الوفيات وصل إلى 20 ألف، ونزح 2 مليون آخرون على الأقل منذ عام 2009. طلب نحو 75 ألف نيجيري اللجوء في الاتحاد الأوروبي في عام 2015 و2016، وهو ما يشكل 3 بالمئة تقريبًا من العدد الكلي.

### اللاجئون في أوروبا على مشارف الأزمة
أحصى الاتحاد الأوروبي في عام 2014، أي في السنة السابقة لأزمة اللاجئين، نحو 252 ألف «وافد غير نظامي»، خاصة لاجئين من سوريا، وإريتريا والصومال. عبر معظمهم البحر الأبيض المتوسط من ليبيا.
تلقت الدول الأعضاء في الاتحاد الأوروبي، وفقًا ليوروستات، ما يصل إلى 626,065 طلب لجوء في عام 2014، وهو أعلى رقم منذ طلبات اللجوء البالغ عددها 672 ألف في أعقاب الحروب اليوغسلافية في عام 1992. كانت الدول الأصلية التي ينحدر منها طالبوا اللجوء، والتي تمثل تقريبًا نصف العدد الكلي، هي سوريا (20%)، أفغانستان (7%)، كوسوفو (6%)، إريتريا (6%) وألبانيا. بلغ المعدل الإجمالي للاعتراف بطلبات اللجوء نحو 45 بالمئة في المرحلة الابتدائية و18 بالمئة منهم في مرحلة الاستئناف، رغم أنه كان هناك فروقات ضخمة بين دول الاتحاد الأوربي، وتراوحت بين هنغاريا (قبلت نحو 9% من الطلبات) إلى السويد (قبلت 74%).
تلقت أربعة دول منها- ألمانيا، والسويد، وإيطاليا وفرنسا- نحو ثلثي طلبات اللجوء إلى الاتحاد الأوروبي ومنحت ثلثي المتقدمين تقريبًا وضع الحماية في عام 2014. كانت السويد وهنغاريا والنمسا بين الدول الأعلى استقبالًا لطلبات اللجوء عن كل فرد في الاتحاد الأوروبي، أي عند تنسيبها إلى عدد سكانها، بنسبة 8.4 طالب لجوء من أجل كل 1000 نسمة في السويد، و4.3 في هنغاريا و3.2 في النمسا.
كانت دول الاتحاد الأوروبي التي استضافت أكبر عدد للاجئين في نهاية عام 2014 هي فرنسا (252 ألف)، وألمانيا (217 ألف)، والسويد (142 ألف) والمملكة المتحدة (117 ألف).

### وسائل الدخول إلى الاتحاد الأوروبي
عَبَرَ البحر المتوسط إجمالًا أكثر من مليون لاجئ (معظمهم من بحر إيجه) في عام 2015، أي أكثر من العام السابق بثلاثة إلى أربعة أضعاف. كان 80% منهم هاربين من الحرب في سوريا، والعراق وأفغانستان. كان 85% من الواصلين عن طريق البحر، في اليونان (عن طريق تركيا) و15% منهم في إيطاليا (عبر شمال أفريقيا). لعبت الحدود البرية الخارجية للاتحاد الأوروبي (كاليونان وبلغاريا وفنلندا) دورًا ثانويًا.
يعد عبور البحر الأبيض المتوسط إلى إيطاليا رحلة أطول وأكثر خطورة من الرحلة القصيرة نسبيًا عبر بحر إيجه. نتيجة لذلك، فإن هذا الطريق كان مسؤولًا عن عدد كبير من الوفيات من المهاجرين في عام 2015، على الرغم من أنه كان أقل استخدامًا بكثير. مات ما يقارب 2889 شخص في البحر المتوسط؛ و731 في بحر إيجه.
تستخدم وكالة خفر السواحل والحدود التابعة للاتحاد الأوروبي (فرونتكس) مصطلحات عبور حدود «غير شرعي»، و«غير نظامي» للإشارة إلى عبور الحدود الخارجية للاتحاد الأوروبي ولكن ليس عند التعبير عن نقطة عبور حدودية رسمية. يشمل ذلك الأشخاص الذين يتم إنقاذهم من البحر. يعد العدد الكلي لمرات عبور الحدود الخارجية للاتحاد الأوروبي غالبًا أعلى من عدد المهاجرين غير النظاميين الواصلين إلى الاتحاد الأوروبي في عام واحد، لأن العديد من المهاجرين يعبرون أكثر من واحد من الحدود الخارجية للاتحاد الأوربي، (على سبيل المثال عند السفر عبر البلقان من اليونان إلى هنغاريا). تحرف وسائل الإعلام الإخبارية أحيانًا هذه الأرقام بشكل مخالف لما تقدمه فرونتكس.

## الأحداث

لاجئو الحرب الأهلية السورية في دول الجوار (اعتباراً من 4 سبتمبر 2015)

### الدوافع
الدوافع الأكيدة معقدة، لكنها كثيرة (وفقاً لتقديرات الأمم المتحدة لشهر يوليو 2015 فإن 62%) من المهاجرين هم لاجئين بسبب الحرب، حيث فروا من بلدان مثل سوريا وإريتريا وأفغانستان. بينما المهاجرون القادمون من دول أفريقيا جنوب الصحراء فروا على الأرجح من الفقر المدقع وانعدام فرص العمل، ويسعى معظمهم لتكوين حياة أفضل والحصول على عمل.

## ردود الفعل 2015

### السياسية
- المملكة المتحدة: قال رئيس الوزراء البريطاني ديفيد كاميرون أن بلاده مستعدة لاستقبال آلاف المهاجرين السوريين.[34]
- فرنسا: وصفت فرنسا تصرف بعض دول شرق أوروبا في عدم قبول اللاجئين بالفضيحة، ودعت إلى جانب ألمانيا وإيطاليا إلى استقبال اللاجئين السوريين بتحمل مسؤولية حمايتهم.[35][36]
- المجر: قامت المجر بغلق محطة القطارات التي بها المهاجرين السوريين واحتجازهم فيها، وقيدت حريتهم في التنقل، ومنعتهم لأيام من المغادرة إلى النمسا التي أبدت استعدادها لاستقبالهم، بينما قال رئيس وزراء المجر أن اللاجئين السوريين يهددون الثقافة المسيحية لأوروبا وقامت ببناء حاجز بينها وبين صربيا. بعد أيام قامت النمسا وألمانيا باستقبال أغلب السوريين العالقين في المجر عبر القطارات والحافلات.[37][38][39][40]
- أستراليا: رفض رئيس الوزراء الأسترالي توني أبوت أن تستقبل بلاده لاجئين سوريين.[41] ولكنه أعلن في سبتمبر 2015 استعداد بلاده زيادة نسبة أعداد اللاجئين.[42]
- سلوفاكيا: صرحت الحكومة السلوفاكية بأنها ستساعد أوروبا باستضافة 200 مهاجر سوري ضمن خطة الاتحاد الأوروبي ولكن بشرط أن يكونوا مسيحيين.[43]
- بلغاريا: بنت بلغاريا سياج على طول الحدود مع تركيا لمنع المهاجرين من عبور أراضيها من أجل الوصول إلى دول أخرى في الاتحاد الأوروبي. وقد تم تجهيز السياج بكاميرات الأشعة تحت الحمراء وأجهزة استشعار الحركة والأسلاك ويجري مراقبته من قبل الجيش.[44][45]
- النرويج: وافقت النرويج في يونيو 2015 على استضافة 8 آلاف لاجئ سوري بحلول نهاية عام 2017، وذلك بموجب اتفاق توصلت إليه الأحزاب السياسية الرئيسية في البلاد. وبموجب هذا الاتفاق، تخطط النرويج لاستيعاب ألفي لاجئ عام 2015، وهو عدد يزيد بحوالي 500 لاجئ عن الذي كان مخططا له، و3 آلاف لاجئ في كل من العامين 2016 و2017. وتستجيب الأعداد الجديدة للحصص التي حددتها مفوضية اللاجئين التابعة للأمم المتحدة.[46]

### الإنسانية
- قامت حكومتي ألمانيا والنمسا باستقبال اللاجئين بدون قيود، وقوبلوا بحملات دعم. تم تسكينهم في أمكنة خصوصية واستقبال بعضهم لدى العائلات نفسها، وكذلك أطلقت حملات تبرعات بالأكل واللباس والنقود وكل الحاجيات التي يستحقها اللاجئون.
- قام نادي ريال مدريد الإسباني بالتبرع ب1 مليون يورو للاجئين الذين ستستقبلهم إسبانيا وذلك للإحاطة بهم.[47]
- قام عمدة مدينة سانت إتيان الفرنسية وهي من بين المدن الفرنسية الكبرى، بإعلان أن مدينته ستستقبل اللاجئين السوريين حسب قدرة استطاعتها وذلك في أمكنة متخصصة وبالتعاون مع الإدارات الفرنسية والمنظمات والجمعيات، ودعا لتكوين اتحاد بين المدن الصديقة والتي تريد استقبال اللاجئين السوريين.[48]
- قام رئيس وزراء فنلندا يوها سيبيلا بالتبرع بمنزله الثاني للاجئين السوريين الذين سيستقبلهم في بلاده، وقال أن هذا المنزل لا يستعمله كثيرا.[49]
- دعا الرئيس التونسي السابق المنصف المرزوقي إلى تقاسم اللقمة والعيش بين الشعب التونسي والسوريين، وقال أنه مستعد لاستقبال عائلة سورية في منزله، ودعا إلى تحركات شعبية وحكومية لدعم اللاجئين السوريين.[50]

## الهجرة

### الإحصائيات
| المهاجرون الذين عبروا الحدود البرية للاتحاد الأوروبي في 2014 حسب الجنسية | المهاجرون الذين عبروا الحدود البرية للاتحاد الأوروبي في 2014 حسب الجنسية |
| ------------------------------------------------------------------------ | ------------------------------------------------------------------------ |
| سوريا                                                                    | 66,698                                                                   |
| إريتريا                                                                  | 34,323                                                                   |
| مواطنون من دول غير محددة جنوب الصحراء الكبرى                             | 26,341                                                                   |
| أفغانستان                                                                | 12,687                                                                   |
| مالي                                                                     | 9,789                                                                    |
| غامبيا                                                                   | 8,642                                                                    |
| نيجيريا                                                                  | 8,490                                                                    |
| الصومال                                                                  | 7,440                                                                    |
| فلسطين                                                                   | 6,418                                                                    |
| السنغال                                                                  | 4,769                                                                    |
| المغرب                                                                   | 116                                                                      |
| آخرون                                                                    | 34,597                                                                   |
| المجموع                                                                  | 220,194                                                                  |

صرحت منظمة الهجرة الدولية في 29 سبتمبر 2014 أن أكثر من 3,072 شخصاً لقوا حتفهم أو اختفوا في البحر الأبيض المتوسط منذ مطلع عام 2014 أثناء محاولتهم الوصول إلى أوروبا. وتشير التقديرات إلى وفاة 22,000 مهاجر بين عامي 2000 و2014.
أصدرالمرصد الأورو متوسطي تقريرا في الثالث من مايو 2016 أكد فيه على تزايد نسبة حالات الغرق بين المهاجرين في عرض البحر المتوسط للعام الحالي إذ أكد على وجود 5 حالات غرق كل ساعة.
ومع بداية عام 2016 وصل 46 ألف مهاجر إلى إيطاليا وذلك بعد إغاثتهم من قبالة السواحل الليبية.
سجل غرق أكثر من 1400 مهاجرا في عرض البحر المتوسط منذ بداية عام 2016 إذ تعرض أحد قوارب المهاجرين التي انطلقت من مصر للغرق وكان يحمل على متنه 500 شخص لقوا حتفهم جميعا.
وتعرضت 3 قوارب أخرى للانقلاب ولكن لم يتم تحديد أعداد الغارقين بسبب تضارب الروايات حول هذه الحادثة.
تعرضت إحدى المراكب التي كانت بالقرب من السواحل الليبية للغرق مما أدى الي فقدان أثر 100 شخص، فيما انقلب مركب آخر يحمل على متنه 650 شخصا فقد منهم 500 شخص معظمهم من النساء والأطفال.
وعلى صعيد متصل، قامت وكالة فر ونتكس بجمع شهادات حول تمكن 25 شخص من الانتقال إلى قارب آخر كان يقوم بسحب قاربهم الذي غرق.
ويتم عادة الاعتداء على المهاجرين بالضرب، ووجود حالات اغتصاب لنساء من قبل المهربين.
ومن أهم أسباب غرق قوارب المهاجرين هي تكدسهم بشكل كبير في قوارب مطاطية أو قوارب صيد تطيح بركابها في ثوان.
يبلغ متوسط عدد الأطفال المهاجرين في إيطاليا الي 1000 طفل شهريا بالإضافة إلى قابلية هذه النسبة للازدياد وغالبا ما يصلوا إلى سواحل الدول الأخرى والحدود بدون عائلاتهم الأمر الذي يعرضهم للاعتداء والضرب ومواجهة الموت بأي لحظة.
عثرت السلطات الفرنسية في 21 أغسطس / آب 2020 على جثة رجل يشتبه في أنه مهاجر سوداني كان يحاول التحرك باتجاه الساحل البريطاني عبر القنال الإنجليزي. وقد بدأ الحادث بتبادل الاتهامات بين السلطات الفرنسية والبريطانية حول مسؤولية المهاجرين القادمين من الدول التي مزقتها الحرب.

### أصول المهاجرين
حسب الوكالة الأوروبية لإدارة التعاون العملياتي على الحدود الخارجية (فرونتكس أو Frontex) فإن جنسيات أول ثلاث دول حسب المهاجرين في 2014 هم سوريا وإريتريا وأفغانستان.
| الأصل     | 2011  | 2012  | 2013  | 2014  |
| --------- | ----- | ----- | ----- | ----- |
| سوريا     | 1.1%  | 10.9% | 23.8% | 27.9% |
| إرتريا    | 1.1%  | 3.6%  | 10.5% | 12.2% |
| أفغانستان | 16.3% | 18.2% | 8.8%  | 7.8%  |

## روابط خارجية
- على أبواب أوروبا.. اللاجئون والعبور، على موقع الجزيرة.نت.